# María Sánchez (tenista)
María Victoria Sánchez (nacida el 26 de noviembre de 1989 en Estados Unidos) es una jugadora profesional de tenis estadounidense. Alcanzó la posición 107 del ranking individual de la WTA en 2013 mientras ha destacado más como doblista, logrando ganar hasta 3 títulos de la WTA y llegando a ser la jugadora número 53 del mundo en abril de 2019.

## Títulos WTA (3; 0+3)

### Dobles (3)
| Leyenda                    |
| -------------------------- |
| Grand Slam (0)             |
| Juegos Olímpicos (0)       |
| WTA Tour Championships (0) |
| Premier Mandatory (0)      |
| Premier 5 (0)              |
| Premier (0)                |
| International (3)          |

| N.º | Fecha                    | Torneos   | Superficie | Pareja         | Oponentes en la final             | Resultado        |
| --- | ------------------------ | --------- | ---------- | -------------- | --------------------------------- | ---------------- |
| 1.  | 4 de enero de 2014       | Auckland  | Dura       | Sharon Fichman | Lucie Hradecká Michaëlla Krajicek | 2-6, 6-0, [10-4] |
| 2.  | 16 de septiembre de 2018 | Quebec    | Dura (i)   | Asia Muhammad  | Darija Jurak Xenia Knoll          | 6-4, 6-3         |
| 3.  | 7 de abril de 2019       | Monterrey | Dura       | Asia Muhammad  | Monique Adamczak Jessica Moore    | 7-6(2), 6-4      |

#### Finalista (2)
| N.º | Fecha               | Torneos    | Superficie | Pareja        | Oponentes en la final       | Resultado        |
| --- | ------------------- | ---------- | ---------- | ------------- | --------------------------- | ---------------- |
| 1.  | 6 de marzo de 2016  | Monterrey  | Dura       | Petra Martić  | Anabel Medina Arantxa Parra | 6-4, 5-7, [7-10] |
| 2.  | 3 de agosto de 2019 | Washington | Dura       | Fanny Stollár | Cori Gauff Caty McNally     | 2-6, 2-6         |